# Qikiqtaaluk (regio)
Qikiqtaaluk (ᕿᑭᖅᑖᓗᒃ), soms ook Baffin Region is de meest oostelijke, noordelijke en zuidelijke administratieve regio van Nunavut, Canada. Qikiqtaaluk is de traditionele Inuktitut-naam voor Baffineiland. Met een populatie van 19.355 en oppervlakte van 989.879,35 km² (iets kleiner dan Egypte) is het de grootste en meest bevolkte van de drie regio's van Nunavut. 

## Geografie
De regio bestaat uit de volgende (schier)eilanden:
- Baffineiland
- Belchereilanden
- Akimiski-eiland
- Manseleiland
- Prins Charleseiland
- Byloteiland
- Devoneiland
- Baillie Hamiltoneiland
- Cornwallis

- Bathursteiland
- Amund Ringneseiland
- Ellef Ringnes-eiland
- Axel Heibergeiland
- Ellesmere-eiland
- Melville-schiereiland
- oosten van Melville-eiland
- noorden van Prins van Waleseiland
- noorden van Somerseteiland

Het regionale centrum en de hoofdstad van het territorium is Iqaluit met een populatie van 7.740 inwoners. Voor 1999 bestond de regio Qikiqtaaluk onder iets andere grenzen in de Northwest Territories als de regio Baffin, in het noordelijke deel van het district Keewatin. De westelijke helft van het nabijgelegen Hanseiland is deel van Qikiqtaaluk, terwijl de oostelijk helft onderdeel is van de gemeente Avannaata van Groenland.

## Gemeenschappen
Alle dertien gemeenschappen van Qikiqtaaluk liggen aan getijdenwater en iets minder dan de helft van de inwoners woont in de hoofdstad en enige stad van Nunavut, Iqaluit (7.740). De meerderheid van de rest woont in twaalf gehuchten: Arctic Bay (868), Kinngait (1.441), Clyde River (1.053), Grise Fiord (129), Sanirajak (848), Igloolik (1.682), Kimmirut (389), Pangnirtung (1.481), Pond Inlet (1.617), Qikiqtarjuaq (598), Resolute (198) en Sanikiluaq (882). Alert en  Eureka zijn onderdeel van Qikiqtaaluk en hebben een permanente populatie van 0.
Vroeger was er een mijnstad in Nanisivik. Deze mijn en de Nanisivik Mine werden echter in 2002 gesloten. Nanisivik Airport werd in 2010 gesloten en alle vluchten werden overgebracht naar Arctic Bay Airport.
Net als de meeste Inuitgemeenschappen in Canada, bestaat het traditionele voedsel van de regio uit zeehonden, trekzalm, walrus, ijsbeer en kariboe.
Inwoners van de regio Qikiqtaaluk worden Qikiqtaalungmiut genoemd.

## Geschiedenis
Volgens antropologen en historici zijn de Inuit de afstammelingen van het Thulevolk dat de Dorsetcultuur (in het Inuktitut, de Tuniit) verdrong. Tegen 1300 hadden de Inuit handelsroutes met meer zuidelijke culturen.
Rond 1910 groeide de belangstelling van de Europeanen voor witte pelzen van vossen. De verspreiding en mobiliteit van de Inuit veranderde toen ze hun traditionele jacht- en visroutes uitbreidden om deel te nemen aan de handel in witte vossenvachten. Traditionele voedselbronnen zoals zeehonden en kariboes waren niet altijd in dezelfde regio's te vinden als witte vossen. De Hudson's Bay Company (HBC), die in 1670 werd gecharterd, had handelsposten voor bont geopend in het hele gebied van de Inuit en de First Nations. Tegen 1910 was de HBC geherstructureerd in een afdeling landverkoop, detailhandel en bonthandel. De HBC domineerde de bonthandel onder minimaal toezicht van de Canadese overheid en enkele Anglicaanse en Katholieke missionarissen die in de buurt van afgelegen noordelijke gehuchten woonden. Tegen 1922 waren de meeste geïmporteerde goederen die de Inuit kochten afkomstig van de HBC.

## Beschermde gebieden
- Bowman Bay Wildlife Sanctuary
- Nationaal park Auyuittuq
- Nationaal park Quttinirpaaq
- Nationaal park Sirmilik
- Polar Bear Pass National Wildlife Area
- Territoriaal parkreservaat Katannilik
- Territoriaal park Kekerten
- Territoriaal park Mallikjuak
- Territoriaal park Pisuktinu-Tunngavik
- Territoriaal park Quammaarviit
- Territoriaal park Sylvia Grinnell

## Demografie
In de volkstelling van 2021, uitgevoerd door Statistics Canada, had de regio Qikiqtaaluk 19.355 inwoners die in 5.530 van de in totaal 6.573 particuliere woningen woonden, een verandering van 1,9% ten opzichte van de 18.988 inwoners in 2016. Met een landoppervlakte van 970.554,61 km², had het een bevolkingsdichtheid van 0,0/km² in 2021.

## Galerij

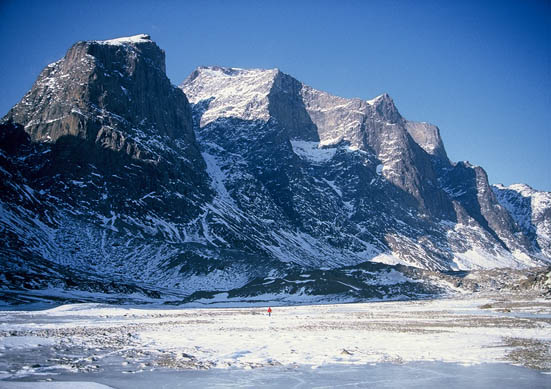
Mount Odin, Nationaal park Auyuittuq
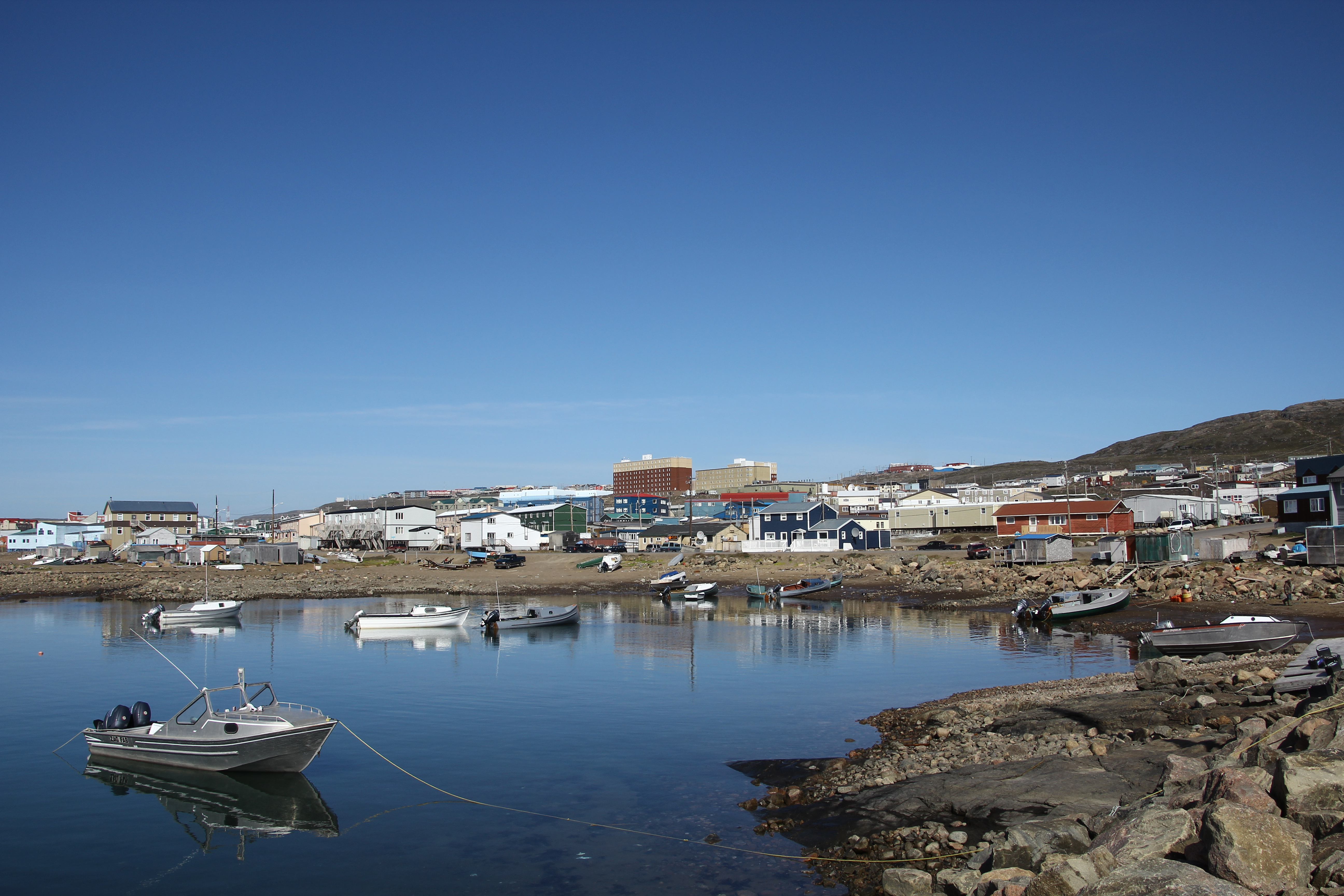
De waterkant bij Iqaluit
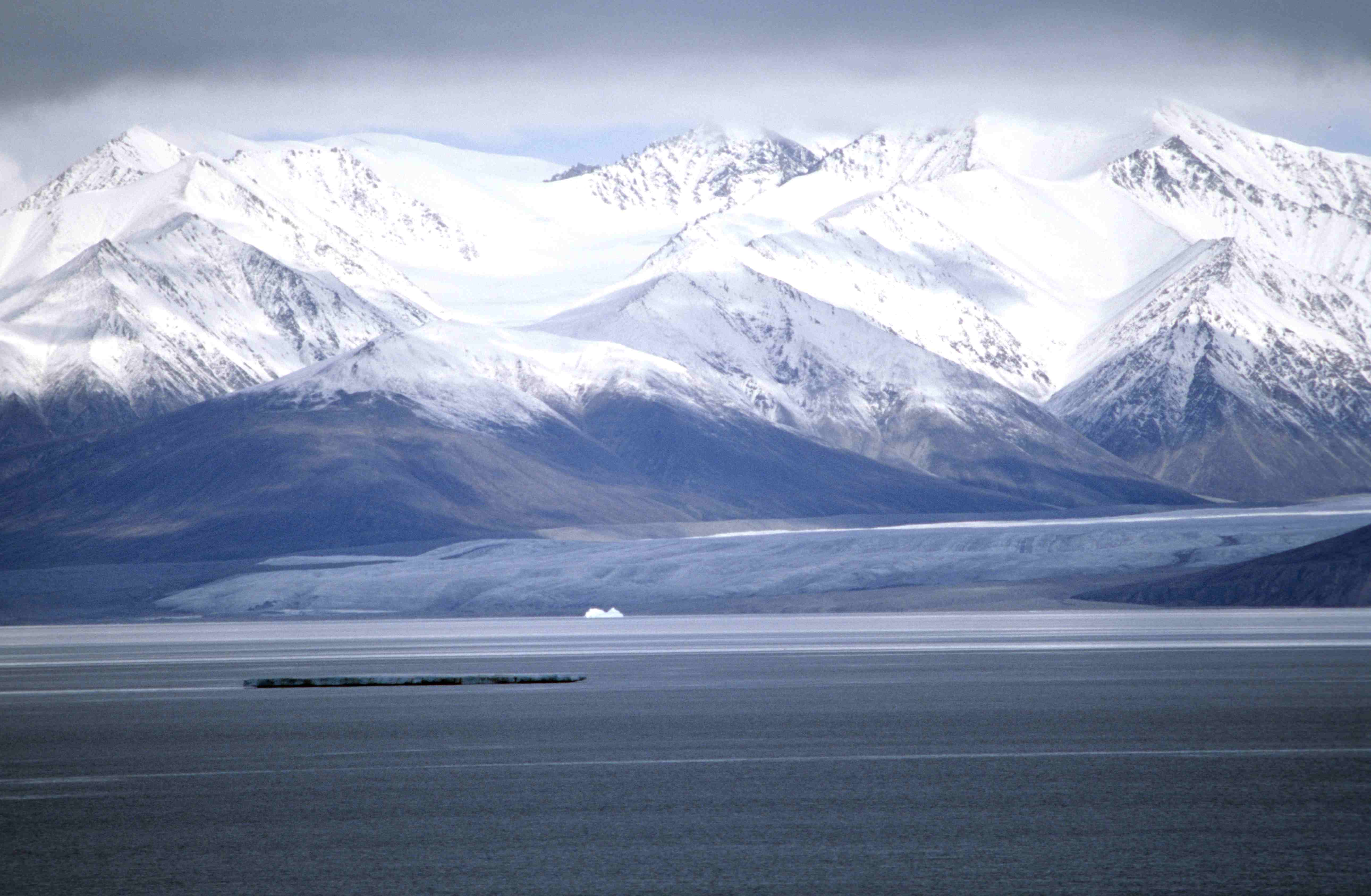
Nationaal park Sirmilik